# Marjan Gerasimovski
Marjan Gerasimovski (in macedone Марјан Герасимовски?; 12 marzo 1974) è un ex calciatore macedone, di ruolo difensore.

## Carriera

### Club
Durante la sua carriera gioca per Vardar, Partizan e Legia Varsavia, conquistando cinque titoli in tre paesi. Nel periodo di militanza con il club jugoslavo, Gerasimovski affronta la Lazio in Coppa delle Coppe, dov'è schierato dal tecnico Ljubiša Tumbaković come difensore centrale nel suo 5-3-2, andando a formare il trio difensivo assieme a Branko Savić e Mladen Krstajić.

### Nazionale
Fa parte della Nazionale macedone tra il 1999 e il 2000 disputando 9 incontri (vincendone solo uno, contro l'Azerbaigian per 3-0): debutta il 10 febbraio 1999 in un'amichevole contro l'Albania (2-0).

## Palmarès

### Club

#### Competizioni nazionali
- Coppa di Macedonia: 2

Vardar: 1997-1998
Cementarnica 55: 2002-2003
- Campionato serbomontenegrino: 1

Partizan: 1998-1999
- Coppa di Serbia e Montenegro: 1

Partizan: 2000-2001
- Campionato polacco: 1

Legia Varsavia: 2001-2002